# Pandora (Harry Bates)
Pandora è una statua in marmo, avorio e bronzo dello scultore britannico Harry Bates, realizzata nel 1890 e oggi conservata alla galleria Tate Britain di Londra.

## Storia
Harry Bates era uno scultore britannico inizialmente specializzato nei rilievi e che con il tempo passò alle sculture tridimensionali. Rispetto alle opere precedenti, che sembravano dei rilievi tridimensionali, la Pandora è una scultura che è realmente a tutto tondo. L'opera fu esposta alla mostra estiva che si svolgeva presso l'accademia reale delle arti e un anno dopo fu acquistata dal Chantrey Bequest. Il modello in gesso originale è andato perduto, ma esiste anche una copia in bronzo.

## Descrizione

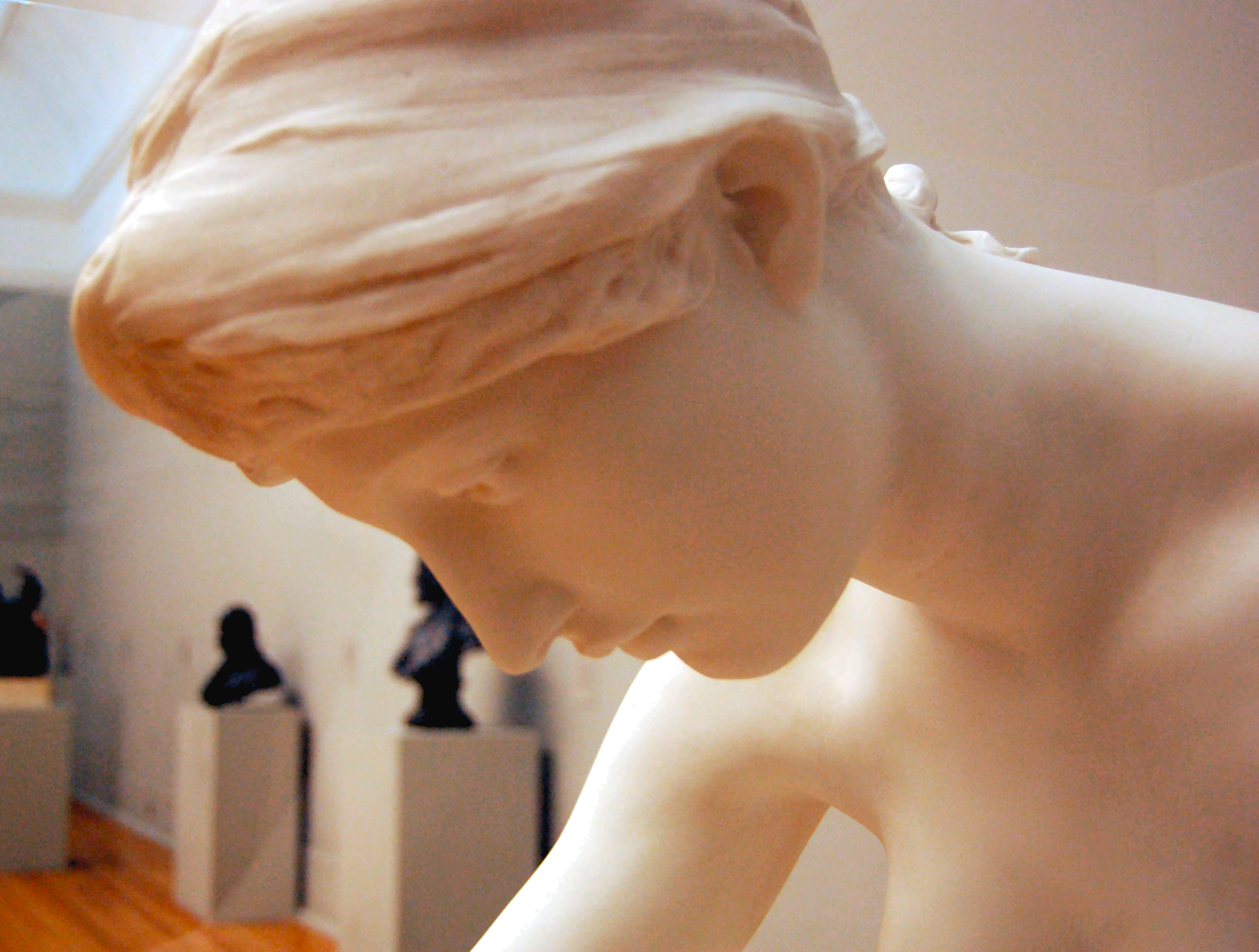
Un dettaglio del volto di Pandora.

La statua raffigura la prima donna della mitologia greca, Pandora: secondo il mito, il dio Zeus le diede uno scrigno da non aprire, ma lei, spinta dalla curiosità, disobbedì e lo aprì, ignara che all'interno ci fossero tutti i mali e che l'apertura del vaso li avrebbe liberati. La donna è ritratta in un momento di esitazione prima di aprire lo scrigno proibito. La scultura suggerisce lo stato d'animo di considerazione e tentazione di Pandora, oltre a riconoscere l'inevitabile compimento del mito. Lo scultore riconosce così la fragilità dello spirito umano. Secondo Robert Upstone, la posa del personaggio potrebbe rifarsi alla Venere accovacciata nella galleria degli Uffizi di Firenze, un'opera classica già copiata altre volte nella storia dell'arte. Il peso del suo corpo è concentrato sulle punte dei piedi, in una posizione instabile, forse a rispecchiare l'instabilità della situazione.
Pandora è ritratta nuda, diversamente da altre raffigurazioni contemporanee (come quelle dei preraffaelliti). Quando l'opera fu esposta nel 1890, venne ben accolta come una nuova lettura del soggetto, venendo definita "una fanciulla tenera, molto gentile e felice, i cui lineamenti sono affascinanti", al contrario "della donna consueta, elfica o voluttuosa" che gli altri artisti vittoriani avevano rappresentato.

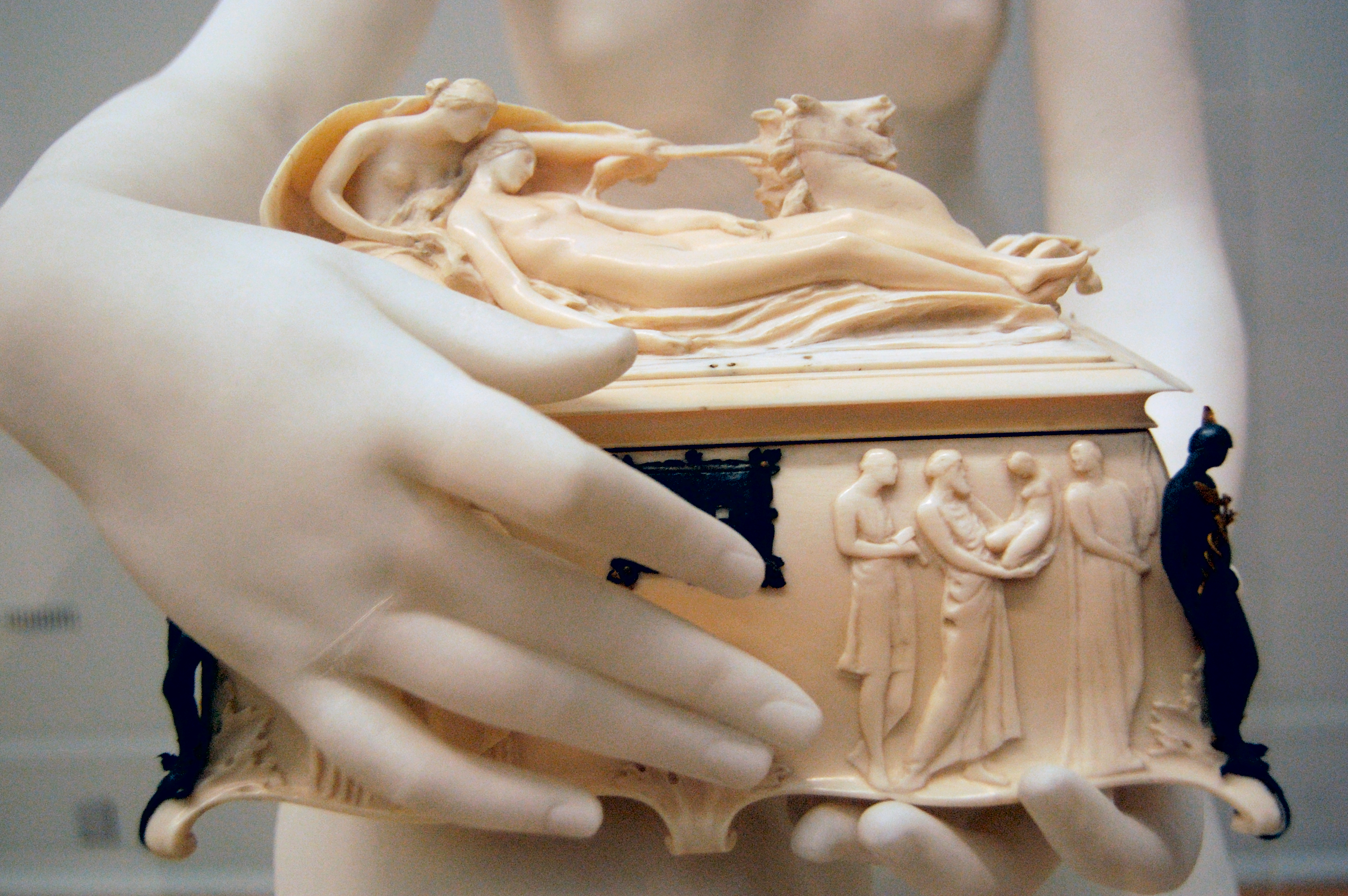
Un particolare dello scrigno.

Bates volle sperimentare la policromia attraverso l'uso di materiali diversi, recuperando l'antica tecnica criselefantina (cioè l'utilizzo di oro e avorio per una scultura, anche se qui al posto dell'oro c'è il bronzo). Vari scultori del continente europeo avevano già ripreso questa tecnica negli anni 40 del secolo, ma si dovette aspettare quest'opera per vedere una statua crisoelefantina realizzata da un artista delle isole britanniche. L'artista adoperò questa tecnica per scolpire il cofanetto, che è decorato con delle scene della creazione della stessa Pandora. Infatti, sul coperchio del vaso, Pandora giace addormentata mentre viene portata su un carro trainato da due cavalli.